# الكسندر مالكوم نيكلسون
الكسندر مالكوم نيكلسون هو سياسي كندي، ولد في 25 نوفمبر 1900، وتوفي في 12 أكتوبر 1991. انتخب عضو المجلس التشريعي في ساسكاتشوان وانتخب عضو مجلس العموم الكندي.